# Болдерая II
Болдерая-2 (латыш. Bolderāja 2) — сортировочная железнодорожная станция в Риге, на линии Засулаукс — Болдерая. Расположена в 2,2 км к югу от станции Болдерая, между микрорайонами Клейсты и Спилве.
Построена в 2015 году, одновременно с новой веткой на станцию Криеву Сала к терминалу на острове Криеву.
На станции осуществляется сортировка грузовых вагонов в направлениях на Болдераю, Даугавгриву и на остров Криеву.